# Sahasrara
Sahasrara je sedma, odnosno zadnja glavna čakra, prema tradiciji joge i hinduizma.

## Opis
Sahasrara u prijevodu znači tisućuslojan, tisućustruki, tisuću. Ona je tjemeno središte, zove se još i krunska čakra. Brojka od tisuću latica predstavlja savršenstvo, ona je kontakt s najvišom sviješću, prebivalište Šive - čista svijest. 1000 Latica je raspoređeno u 20 slojeva s po 50 latica.
Sahasrara je smještena na vrhu, samom tjemenu glave i okrenuta je prema gore.
Sahasrara simbolizira odvojenje od iluzije, esencijalni element u postizanju više svijesti gdje je jedno sve i sve je jedno.
Sahasrara poznata i kao lotos s tisuću latica, je najsuptilnija čakra u sustavu čakri i upravo od nje proizlaze sve ostale čakre. 

Kada jogin konačno uspije podići kundalini (energiju svijesnosti) do sedme čakre, on postiže samadhi, jedinstvo s Bogom, univerzumom, kozmičkom svijesti... Svijet postaje viđen drugim očima, čovjek vidi ono što zaista jest. 

Sjedinjenje čiste svijesti krunske čakre sa snagom donjih čakri prekida beskonačni krug umiranja i rađanja, osoba doživljava preobražaj u mahatmu - veliku dušu.

## Simbolizam
Sahasrara čakra povezana je sa sljedećim elementima:
- Bogovi: Šiva
- Element:  nema
- Boja: bijela, ljubičasta, zlatna
- Mantra: OM
- Životinje: zmija (kundalini)
- Dijelovi tijela: srednji mozak, epifiza, oči i cijeli organizam
- Simbol: lotos

## Vježbe
Neke asane pomažu stimulirati sedmu čakru, poput stoja na glavi.

## Druge usporedbe
U drvetu života kabale, krunska čakra se poistovjećuje s Kether koji se nalazi na samom vrhu i također predstavlja čistu svijest i sjedinjenje s "Bogom".

## Alternativna imena
- Tantra: Adhomukha Mahapadma, Amlana Padma, Dashashatadala Padma, Pankaja, Sahasrabja, Sahasrachchada Panikaja, Sahasradala, Sahasradala Adhomukha Padma, Sahasradala Padma, Sahasrapatra, Sahasrara, Sahasrara Ambuja, Sahasrara Mahapadma, Sahasrara Padma, Sahasrara Saroruha, Shiras Padma, Shuddha Padma, Wyoma, Wyomambhoja
- Vede: Akasha Chakra, Kapalasamputa, Sahasradala, Sahasrara, Sahasrara Kamala (Pankaja or Padma), Sthana, Wyoma, Wyomambuja

## Vanjske poveznice
- Sahasrara čakra - položaj  Arhivirana inačica izvorne stranice od 27. rujna 2007. (Wayback Machine)
- Sahasrara čakra na Kheper.net  Arhivirana inačica izvorne stranice od 22. travnja 2017. (Wayback Machine)